# Microrregión de Cerro Azul
La microrregión de Cerro Azul es una de las microrregiones del estado brasileño de Paraná perteneciente a la mesorregión Metropolitana de Curitiba. Su población fue estimada en 2009 por el IBGE en 31.661 habitantes y está dividida en tres municipios. Posee un área total de 3.471,972 km².

## Municipios
- Adrianópolis
- Cerro Azul
- Doutor Ulysses

- Datos: Q2723939